# Soesilascarites aschnae
Soesilascarites aschnae is een keversoort uit de familie van de loopkevers (Carabidae). De wetenschappelijke naam van de soort is voor het eerst geldig gepubliceerd in 2010 door Makhan.